# Аралкум (Кызылординская область)
Аралкум (каз. Аралқұм) — станция в Аральском районе Кызылординской области Казахстана. Административный центр Аралкумского сельского округа. Код КАТО — 433234100.

## Население
В 1999 году население станции составляло 1081 человек (537 мужчин и 544 женщины). По данным переписи 2009 года, в населённом пункте проживало 1130 человек (575 мужчин и 555 женщин).

## Галерея

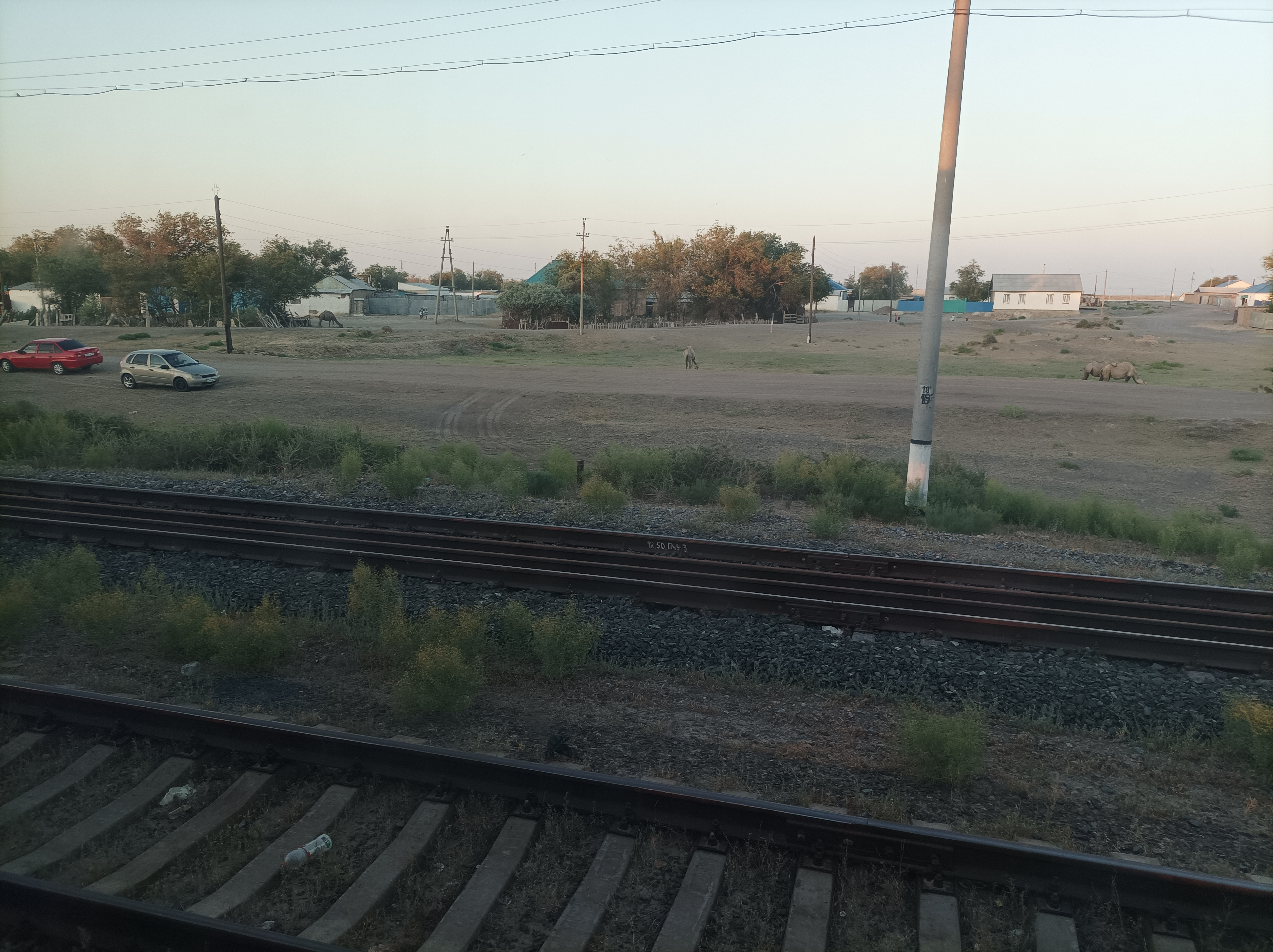
Аралкум. Вид села
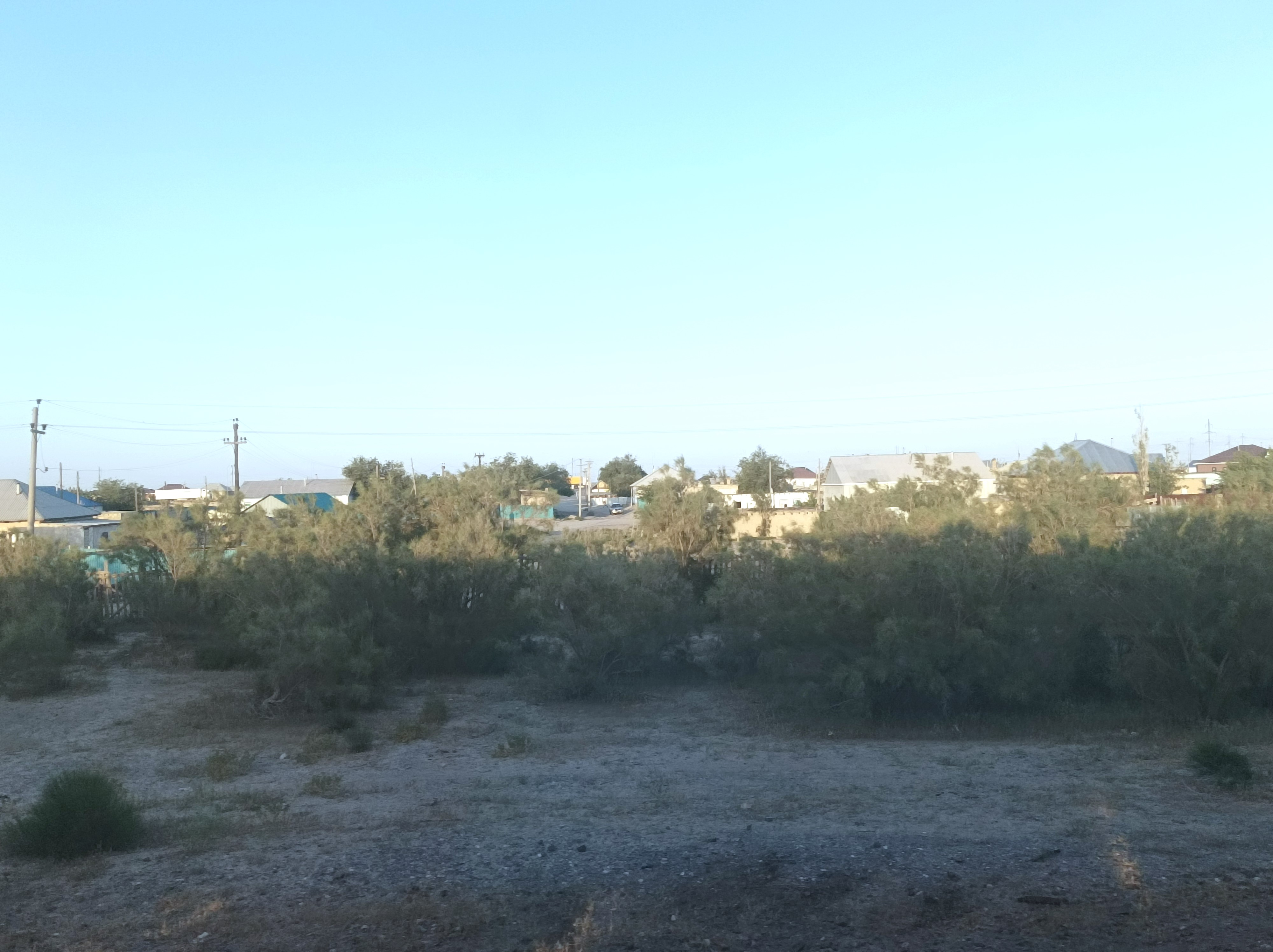
Аралкум. Вид села
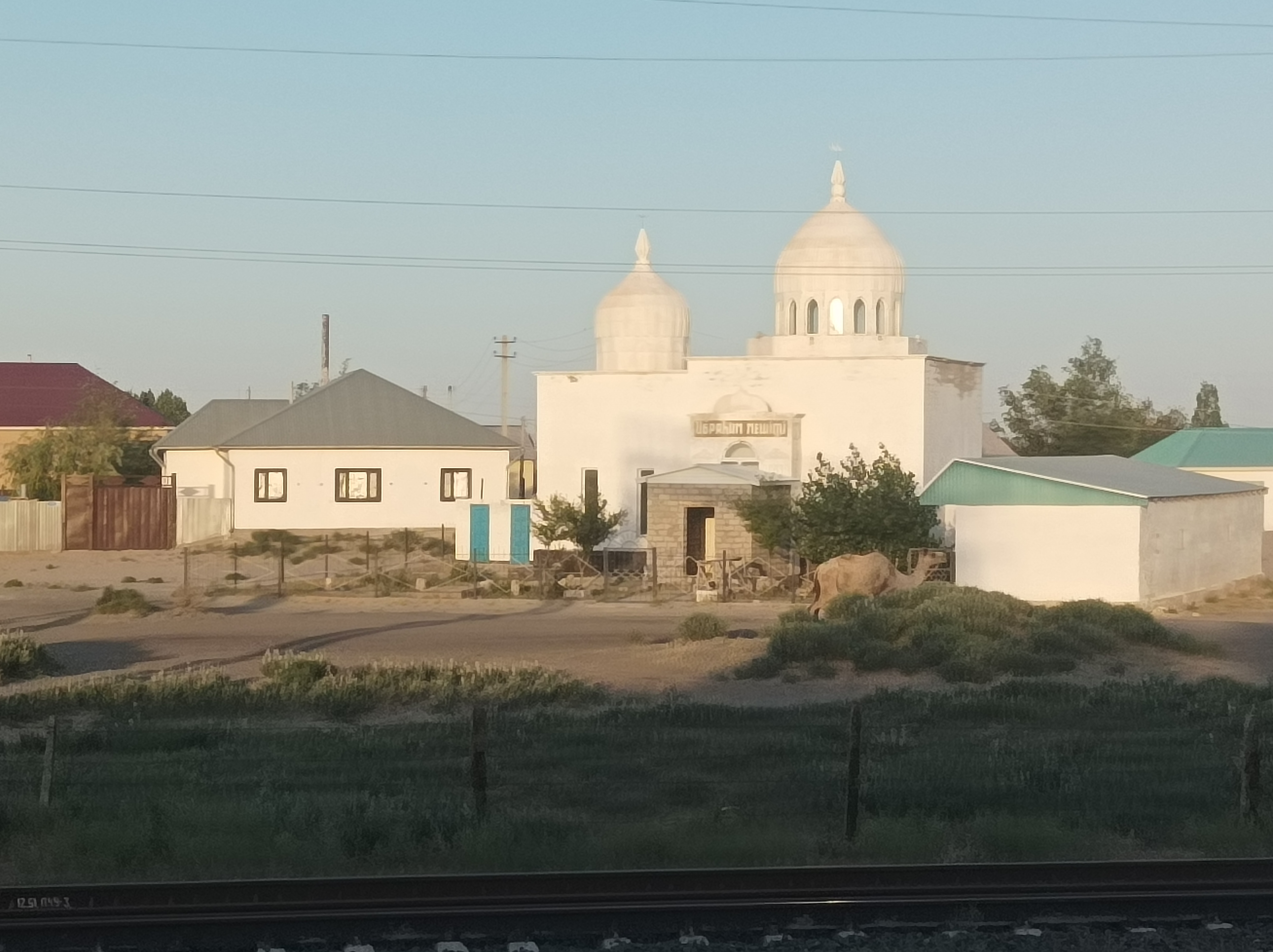
Мечеть
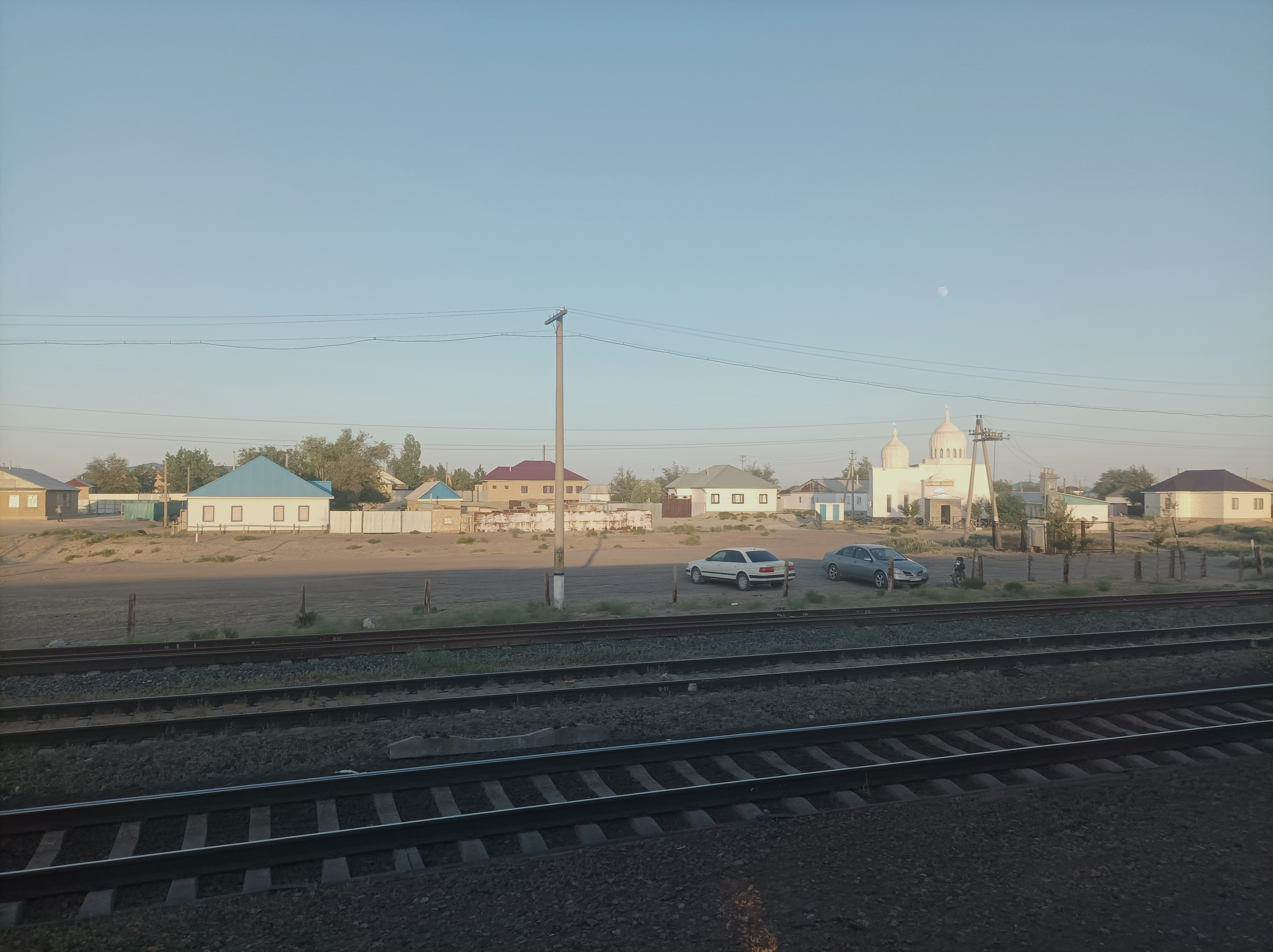
Аралкум. Вид села
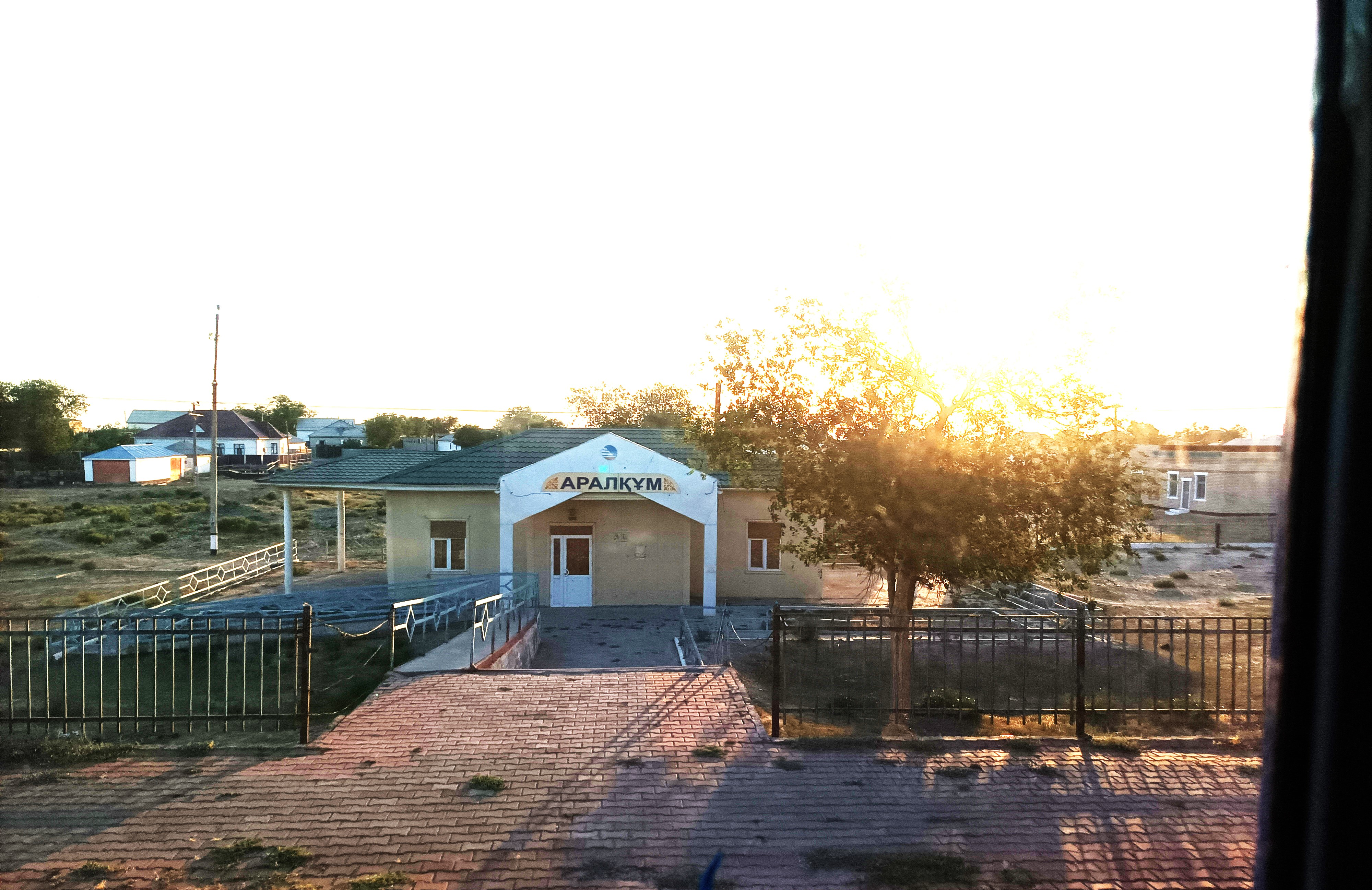
ж.д.станция
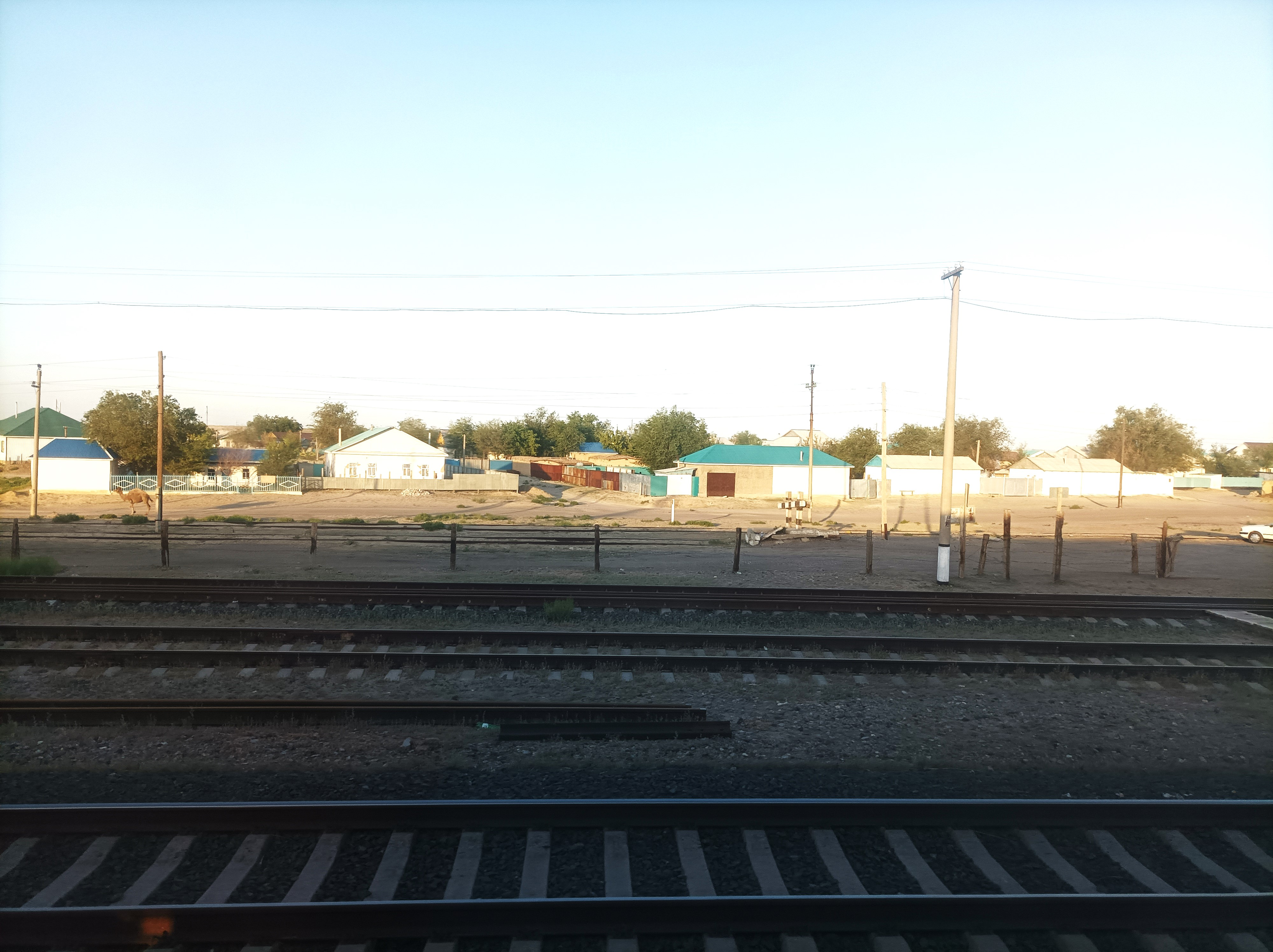
Аралкум. Вид села